# Rege sacru
Regele sacru (în latină Rex sacrorum) era în Roma antică un preot de origine patriciană care împărțea cu soția sa o responsabilitate pe toată durata vieții. Ca preot al zeului Ianus prezida adunările care anunțau la kalendae (prima zi a lunii) sărbătorile acelei luni, reperele cronologice ale nonelor și idelor, veghea sacrificiile și toate manifestările sacre ale Romei. Numirea sa în funcție se făcea în Forum. Atribuțiile sale au fost preluate treptat, în cursul vremii, de Pontifex Maximus, dispărând în epocile care au urmat.